# Крупино (Ленинградская область)
Кру́пино — деревня в Котельском сельском поселении Кингисеппского района Ленинградской области.

## История
На карте Санкт-Петербургской губернии Ф. Ф. Шуберта 1834 года упоминается деревня Крупино.
На этнографической карте Санкт-Петербургской губернии П. И. Кёппена 1849 года она обозначена как деревня «Krupina» населённая немцами. В пояснительном тексте к этнографической карте она записана как деревня Krupina (Крупино) и указано количество её жителей на 1848 год: «немцев и цыган» — 17 м. п., 15 ж. п., всего 32 человека.
Деревня Крупино обозначена карте профессора С. С. Куторги 1852 года.

КРУПИНО — деревня, число жителей по X-ой ревизии 1857 года: 21 м. п., 24 ж. п., всего 45 чел.

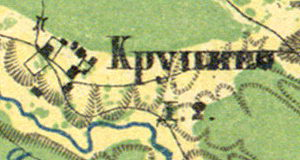
Деревня Крупино на карте 1860 года

Согласно «Топографической карте частей Санкт-Петербургской и Выборгской губерний» в 1860 году деревня Крупино насчитывала 2 крестьянских двора.

КРУПИНО — колония казённая при колодцах, число дворов — 2, число жителей: 13 м. п., 8 ж. п. (1862 год)

КРУПИНО — деревня, по земской переписи 1882 года: семей — 11, в них 25 м. п., 25 ж. п., всего 50 чел.

КРУПИНО — деревня, число хозяйств по земской переписи 1899 года — 4, число жителей: 13 м. п., 18 ж. п., всего 31 чел.;
 разряд крестьян: бывшие государственные; народность: русская — 18 чел., финская — 13 чел.

В конце XIX — начале XX века деревня административно относилась к Котельской волости 2-го стана Ямбургского уезда Санкт-Петербургской губернии. Население деревни было смешанным — финско-русским.
Согласно данным переписи населения СССР 1926 года в деревне Крупино Вассакарского сельсовета Котельской волости Кингисеппского уезда проживали 44 человека, большинство русские, а также эстонцы и поляки.
Согласно топографической карте 1930 года деревня называлась Крупина и насчитывала 9 дворов.
По данным 1933 года деревня называлась Круппино и входила в состав Котельского сельсовета Кингисеппского района.

План деревни Крупино. 1938 год

Согласно топографической карте 1938 года деревня называлась Крупина и также насчитывала 9 дворов.
По данным 1966, 1973 и 1990 годов деревня Крупино входила в состав Котельского сельсовета Кингисеппского района.
В 1997 году в деревне Крупино проживали 8 человек, в 2002 году — 14 человек (все русские), в 2007 году — также 8.

## География
Деревня расположена в северо-восточной части района к востоку от автодороги 41К-110 (Котлы — Урмизно).
Расстояние до административного центра поселения — 10 км.
Расстояние до железнодорожной платформы Николаево — 2 км.
Деревня находится на правом берегу реки Сума.

## Демография
| 1862 | 2007 | 2010 | 2017 |
| ---- | ---- | ---- | ---- |
| 21   | ↘8   | ↘5   | ↗6   |

### Национальный состав
Согласно данным Всероссийской переписи населения 2021 года в деревне проживали 6 человек, все русские.